# Akhtar Mansour
Mullah Akhtar Mohammad Mansour (/ˈɑːktɑːr ˈmɑːnsʊər, ˈæktɑːr ˈmænsʊər/; tiếng Pashtun: اختر محمد منصور; k. 1968 21 tháng 5 năm 2016) là thủ lĩnh của Taliban, một phong trào chính trị Hồi giáo chính thống ở Afghanistan, từ ngày 29 tháng 7 năm 2015 đến ngày 21 tháng 5 năm 2016. Mansour bị giết trong một cuộc tấn công bằng máy bay không người lái của Mỹ sau khi ông di chuyển từ Iran đến Pakistan.

## Tuổi thơ
Mansoor được cho là sinh ra tại một ngôi làng tên là Kariz hoặc một ngôi làng khác có tên Band-i-Taimoor (nguồn: IEA), cả hai đều nằm trong quận Maiwand của tỉnh Kandahar ở miền nam Afghanistan, vào khoảng những năm 1960. Tiểu sử của Mansoor được trang web của Tiểu vương quốc Hồi giáo ở Afghanistan Taliban đưa ra cho thấy ngày sinh của ông là năm 1347, theo lịch Mặt Trời Hijri, tương ứng với năm 1968. Năm sinh này được S. Mehsud, CTC West Point chứng thực. Theo Ahmed Rashid, Mansoor thuộc bộ tộc Alizai, nhưng các nguồn khác cho rằng ông thuộc bộ tộc Ishaqzai, trong mọi trường hợp, cả Alizai và Ishaqzai đều thuộc dòng Durrani của người Pashtun. Mansoor được giáo dục tại một nhà thờ Hồi giáo trong làng và đi học tiểu học khi mới 7 tuổi (nguồn: IEA).

## Chiến tranh với Liên Xô và kỷ nguyên mujahideen
Vào khoảng năm 1985, Mansoor tham gia cuộc chiến tranh thánh chiến chống lại cuộc xâm lược Afghanistan của Liên Xô. Quá trình này bao gồm sự tham gia của ông trong nhóm Mohammad Nabi Mohammadi. Trong cùng thời gian, Mohammad Omar là chỉ huy của một tổ chức bên trong Mohammad Nabi Mohammadi. Mansoor đã tham gia vào cuộc chiến (thánh chiến) chống lại các thành viên của quân đội Liên Xô, ở Maiwand, Sang-e-Hessar, Zangawat và các khu vực khác của thành phố, và khu vực Pashmul của quận Panjwai, dưới sự chỉ huy của Mullah Mohammad Hassan Akhond, rõ ràng là do anh ta chỉ huy ít nhất là trong khi chiến đấu ở địa điểm cuối cùng. Trong năm 1987, anh ta dường như bị thương (chịu 13 vết thương riêng biệt theo nguồn IEA), trong khi đóng quân tại khu vực Sanzary của quận Panjwai ở Kandahar. Được biết đến là một trong những chiến binh lỗi lạc, Mansoor gia nhập nhóm Maulvi Obaidullah Ishaqzai vào năm 1987 nhưng sau đó Ishaqzai đầu hàng Nur ul-Haq Ulumi, lúc này là bộ trưởng nội vụ. Ngay sau đó, Mansoor di cư đến Quetta.
Sau chiến tranh, Mansoor tiếp tục việc học tôn giáo của mình trong các chủng viện khác nhau và sau đó chuyển đến Peshawar, nơi ông gia nhập Jamia Mohammadia tại trại tị nạn Jalozai. Anh từng là học sinh tại Darul Uloom Haqqania madrassa, nơi Mohammed Omar cũng từng theo học. Theo nhà báo người Afghanistan Sami Yousafzai, người đã gặp Sau chiến tranh, Mansoor tiếp tục việc học tôn giáo của mình trong các chủng viện khác nhau và sau đó chuyển đến Peshawar, nơi ông gia nhập Jamia Mohammadia tại trại tị nạn Jalozai. Anh từng là học sinh tại Darul Uloom Haqqania madrassa, nơi Mohammed Omar cũng từng theo học. Theo nhà báo người Afghanistan Sami Yousafzai, người đã gặp Mansoor trong thời gian đó, ông ta dường như là một sinh viên nổi tiếng, trong thời gian ở madrassa từ năm 1994 đến 1995, nằm trong trại tị nạn Jalozai dành cho người Afghanistan gần Peshawar, Pakistan.

## Tiểu vương quốc Hồi giáo Afghanistan
Sau khi chiếm được sân bay Kandahar, ông được bổ nhiệm làm tổng giám đốc, hay còn gọi là sĩ quan an ninh phụ trách sân bay Kandahar, một vai trò bao gồm cả lực lượng không quân và hệ thống phòng không của Kandahar. Sau khi chiếm Kabul trong năm 1996, ông được bổ nhiệm làm giám đốc của các hãng hàng không Ariana, và bổ sung là Bộ trưởng của Tiểu vương quốc về hàng không và du lịch, bởi Mohammed Omar, trong Tiểu vương quốc Hồi giáo Talebani của Afghanistan, cùng với việc giám sát lực lượng không quân và không quân của Emirates- hệ thống phòng thủ, từ việc bổ nhiệm ông làm người đứng đầu các hệ thống này trong Bộ Quốc phòng. Đáng chú ý, khi còn là Bộ trưởng, Mansoor đã tổ chức các dịch vụ bay 24 giờ trong lãnh thổ Afghanistan, qua đó tổ chức cung cấp các phương tiện cho người Hồi giáo đến Mecca là Hajj thông qua đường hàng không. Trong năm 1996, Mullah đã bổ nhiệm cá nhân Farid Ahmed vào vị trí quản lý nhà ga của các hãng hàng không Ariana.
Trong năm 1997, khi Taliban cố gắng đánh chiếm thành phố phía bắc Mazar-e-Sharif nhưng không thành công, Mansoor bị một lãnh chúa người Uzbekistan bắt giữ. Trong hai tháng, ông sống như một tù nhân chiến tranh trước khi Mohammed Omar dùng tiền trao đổi ông.